# Beschäftigungslenkung
Die Beschäftigungslenkung (gelegentlich als BL abgekürzt) ist ein Manöver in der Schachkomposition. Bei einer Beschäftigungslenkung werden schwarze Steine nur aus einem einzigen Grund zu Bewegungen gezwungen (gelenkt): um sie zu „beschäftigen“, damit Schwarz nichts gegen eine weiße Stellungsverbesserung tun kann. Beschäftigungslenkungen haben Ähnlichkeiten zu aus dem Partieschach bekannten Motiven, etwa dem Dauerschach und der Zugwiederholung. 
Der Begriff der Beschäftigungslenkung wurde von Erich Brunner 1930 eingeführt, Aufgaben dieses Typs sind jedoch älter, auch solche von Brunner selbst. Sie werden nicht selten mit spektakulären Schachprovokationen verbunden (Lepuschütz-Thema): Weiß setzt sich Schachs aus, um seinen Plan umzusetzen. Das Thema hat sich im Problemschach als sehr fruchtbar erwiesen, die Bezeichnung selbst wurde allerdings aus prinzipiellen Gründen kritisiert. Heute spricht man oft einfach von Beschäftigung des Schwarzen.

## Begriffsprägung
Das Motiv der Beschäftigung des Schwarzen gibt es in Schachkompositionen schon lange. Die Encyclopedia of Chess Problems führt als Beispiel eine 1763 veröffentlichte Position von Giambattista Lolli an. Als eigenständiges Thema rückte es jedoch erst mit der Begründung der Neudeutschen Schule der Schachkomposition im 20. Jahrhundert ins Blickfeld, deren Hauptinteresse der logischen Struktur von Schachproblemen galt (sie wird auch als „logische Schule“ bezeichnet). Schachkomponisten der neudeutschen Schule wie Friedrich Palitzsch systematisierten die Manöver, mit denen Weiß Bewegungen schwarzer Steine erzwingt, um eine Schädigung zu erreichen, die das Matt in der vorgegebenen Zügezahl ermöglicht. Diese Manöver werden seitdem indirekte Manöver oder Lenkungen schwarzer Steine genannt. Es gibt jedoch auch Lenkungen schwarzer Steine, die keine Schädigung, ja überhaupt keine bleibende Stellungsveränderung erzeugen und trotzdem für das Matt entscheidend sind. Erich Brunner, der der Neudeutschen Schule nahestand, hat bereits seit 1910 Aufgaben komponiert, in denen das Thema solcher Beschäftigungslenkungen im Vordergrund steht. Formuliert hat er es aber erstmals im Zuge der Ausschreibung eines Thematurniers für Schachkompositionen 1930.
Im 6. Internationalen Problemturnier des Dresdner Anzeigers 1930 wurde zur Einsendung von Schachaufgaben eingeladen, die „direkte Manöver in 3-, 4- oder 5-zügigen logischen Kombinationsproblemen“ zeigen. Der Preisrichter dieses Turniers war Erich Brunner. Er gab in einem Beitrag, der in der Wiener Schachzeitung abgedruckt wurde, einige Hinweise dazu, wie die Forderung des Turniers zu interpretieren sei. In diesem Artikel wies er auch auf „eine besondere Art von Lenkungen“ hin, die er als „reine Beschäftigungs-Lenkungen“ definierte. Er illustrierte diese Art von Lenkungen mit einer Eigenkomposition, die er bereits 1914 veröffentlicht hatte.
|   | a | b | c | d | e | f | g | h |   |
| 8 |   |   |   |   |   |   |   |   | 8 |
| 7 |   |   |   |   |   |   |   |   | 7 |
| 6 |   |   |   |   |   |   |   |   | 6 |
| 5 |   |   |   |   |   |   |   |   | 5 |
| 4 |   |   |   |   |   |   |   |   | 4 |
| 3 |   |   |   |   |   |   |   |   | 3 |
| 2 |   |   |   |   |   |   |   |   | 2 |
| 1 |   |   |   |   |   |   |   |   | 1 |
|   | a | b | c | d | e | f | g | h |   |

Lösung:
Der weiße Mattplan ist 1. Dh8 matt, doch das geht nicht, weil der weiße Turm h5 im Weg steht. Einfach 1. Thg5? (droht 2. Dh8 matt) würde auf die Widerlegung 1. … b1S+! treffen, und Weiß käme nicht mehr zum Matt. Auch das  Räumungsopfer 1. Txd5+? führt nicht zum Ziel, da dies Schwarz nach 1. … Txd5 2. Dh8+ die Verteidigung 2. … Te5 ermöglicht.
Um das Hindernis zu beseitigen, muss man die weißen Steine besser stellen, also nicht schwarze Steine lenken, sondern weiße Steine führen. Solche Führungen oder auch direkten Manöver sind es, die in der Ausschreibung gefragt waren. In diesem Fall muss Weiß einen Funktionswechsel der weißen Türme herbeiführen. Während dieses direkten Manövers ist der Schwarze zu beschäftigen, damit er keine Zeit zu Störmanövern hat.
1. Th5–h3! Es droht 2. Txd3+ Lxd3 3. Txd3 matt. Wegen der zusätzlichen weißen Kraft auf der 3. Reihe genügt nun 1. … b1S+ nicht mehr: 2. Dxb1 Lxb1 3. Txd3+ Lxd3 4. Txd3 matt oder 2. … Ta3 3. Db2+ Tc3 4. Dxc3 matt. Also muss der schwarze Turm sich einschalten. Das kann er sich momentan leisten, weil der Weiße im Schlüsselzug den Druck auf d5 aufgegeben hat.
1. … Ta5–a3 2. Tg3–g5. Da der schwarze Turm seinen Posten auf der 5. Reihe verlassen hat, droht nun einfach 3. Txd5 matt, der Turm muss zurück.
2. … Ta3–a5. Die Ausgangsstellung ist wieder erreicht, mit dem einen Unterschied, dass nun der andere weiße Turm auf d3 zielt, nämlich der Turm auf der h-Linie, der zunächst im Wege stand. Den kann man nun mit einem Räumungsopfer zum Verschwinden bringen:
3. Th3xd3+ Lc2xd3 4. Dh1–h8 matt.

## Definitionen
Brunner kommentierte, dass in der obigen Aufgabe der schwarze Turm zweimal gelenkt wurde: im ersten Zug weg von der 5. Reihe (Deckung von d5), im zweiten Zug wieder weg von der 3. Reihe (Deckung von d3). Das Ergebnis ist aber nicht, wie bei einer echten Lenkung, eine Schädigung, die Weiß ausnutzen könnte. „Durch die Lenkungen ist Schwarz nur ‚beschäftigt‘ worden, während Weiß inzwischen die wertschaffende Umschichtung seiner Kräfte vollziehen konnte.“ Eine solche ausschließlich der Beschäftigung dienende Lenkung definierte Brunner als Beschäftigungslenkung. In diesem Fall ist das Thema der Beschäftigungslenkung mit dem Thema der (weißen) Wechseltürme verbunden, das gleichfalls von Brunner stammt.
In seinem Buch über Erich Brunner drückte Hans Klüver die Idee der Beschäftigungslenkung so aus: „Schwarz wird […] ‚beschäftigt‘, wodurch er an der gewünschten Entfaltung seiner Kräfte gehindert wird. Schwarz wird ‚niedergehalten‘, ohne daß ihm daraus ein direkter Schaden erwächst. Die Schädigung ist eine indirekte: Weiß kann seine Stellung verbessern, ohne daß Schwarz Zeit hat, Weiß daran zu hindern. Das Wesen der BL liegt also in Störungsverhinderungen.“ Er brachte an derselben Stelle auch die oft geäußerte Kritik an der Bezeichnung auf den Punkt: Eine Lenkung verursache stets direkte Schädigungen, es sei also im Grunde unberechtigt, die Beschäftigungslenkung überhaupt als Lenkung anzusprechen. Klüver ordnete sie daher unter die „Schwebeformen“ zwischen Führung und Lenkung ein.
Werner Sidler brachte in seinem Problemschachlexikon unter dem Stichwort „Beschäftigungslenkung“ den Begriff des Tempogewinns ins Spiel: „Ein im Endziel direktes Manöver einer Tempogewinnkombination: durch bloße ‚Beschäftigung‘ […] erwirkt Weiß die Zurechtstellung einer eigenen Figur.“ Oder, wie Herbert Grasemann schrieb: „Weiß will ein entscheidendes Tempo gewinnen und muß zu diesem Zweck […] ihm [dem Schwarzen] Zeit stehlen, indem er ihn an anderer Stelle beiläufig ‚beschäftigt‘.“
Diese Definitionen setzen leicht unterschiedliche Akzente, legen aber alle auf eines Wert: Beschäftigungslenkungen haben ausschließlich den Zweck, den Schwarzen zu beschäftigen, ihm „Zeit (zu) stehlen“. Sobald die schwarzen Züge eine Veränderung bewirken, die beim Mattsetzen hilft, etwa den Wegschlag eines störenden weißen Steins oder die Verringerung schwarzer Kraft, sind es echte Lenkungen und keine Beschäftigungslenkungen mehr. Vergleicht man die Stellung vor und nach der Beschäftigungslenkung, sind es nur die weißen Züge, die eine Veränderung herbeigeführt haben, während die des Schwarzen im Ergebnis „völlig irrelevant“ sind.
Wegen seiner Entstehung in der neudeutschen Schule wird das Thema oft auch in englischen Texten mit dem Germanismus „Beschäftigung“ bezeichnet. In der Encyclopedia of Chess Problems wird eine Umschreibung als Stichwort genutzt: „Decoy, to keep the opponent busy“, also etwa: „Lenkung, um den Gegner zu beschäftigen“. Hans Peter Rehm und Stephan Eisert schlugen in ihrer Neuausgabe von Grasemanns Buch den Terminus „keeping-busy manoeuvre“ (etwa: „Beschäftigungsmanöver“) vor, der den problematischen Lenkungsbegriff vermeidet.

## Verbreitung
Die Idee der bloßen Beschäftigung des Gegners ist prinzipiell nicht selten, selbst im Partieschach nicht, auch wenn sie dort häufig mit Nebenzwecken verbunden ist. Schon Brunner sah in den bekannten Remis-Manövern der Zugwiederholung und des Dauerschachs den „reinsten Ausdruck“ dieses Gedankens. Ungewöhnlich war es aber, solche Kombinationen zu isolieren und sie in Reinform in einem streng logisch aufgebauten Schachproblem als wesentlichen Inhalt darzustellen. Als untergeordnete Zutat sind sie hingegen relativ häufig. Beispiele lassen sich in Studien (so etwa in einer bekannten Studie von Paul Heuäcker), aber auch in Problemen zuhauf finden, besonders im Zusammenhang mit Pendelmanövern.
Herbert Grasemann schrieb 1981, die Beschäftigungslenkung sei für die seinerzeit Dreißig- bis Vierzigjährigen bereits „zum Gemeingut geworden“ und trete „kaum noch als tragende Idee in Erscheinung“, wohl aber als Konstruktionshilfe zur Darstellung anderer Themen, als „wichtiges konstruktives Randmotiv“. Es gibt jedoch Weiterentwicklungen der Beschäftigungslenkung, bei denen dieses Thema nach wie vor den wesentlichen Inhalt einer Schachkomposition ausmacht.

## Weiterentwicklungen
1958 hielt Hans Klüver fest, dass die Beschäftigungslenkung in der Schachkomposition geradezu ein Modethema geworden sei. Dafür sind nicht zuletzt die Kompositionen von Hans Lepuschütz verantwortlich, der das Thema mit Schachprovokation verband, eine Ausgestaltung der Beschäftigungslenkung, für die Hans Peter Rehm einen eigenen Namen vorschlug: das Lepuschütz-Thema. Rehms Definition: „Eine bestimmte Führung wäre erfolgreich, wenn Schwarz nicht Zeit zur Verteidigung hätte. Darum lässt Weiß ein Schach zu, und als Reaktion auf dieses Schach ist die Führung dann erfolgreich.“ Er ergänzt, dieses paradoxe Thema sei nur realisierbar, wenn der schachbietende Zug eine Schwäche bei Schwarz hinterlässt. Schwarz müsse sich daher nach dem Schach zunächst um diese Schwäche kümmern, oft indem er den schachbietenden Zug wieder zurücknimmt, und habe daher keine Zeit für die Widerlegung der Führung.
|   | a | b | c | d | e | f | g | h |   |
| 8 |   |   |   |   |   |   |   |   | 8 |
| 7 |   |   |   |   |   |   |   |   | 7 |
| 6 |   |   |   |   |   |   |   |   | 6 |
| 5 |   |   |   |   |   |   |   |   | 5 |
| 4 |   |   |   |   |   |   |   |   | 4 |
| 3 |   |   |   |   |   |   |   |   | 3 |
| 2 |   |   |   |   |   |   |   |   | 2 |
| 1 |   |   |   |   |   |   |   |   | 1 |
|   | a | b | c | d | e | f | g | h |   |

Dieses Problem wurde gemäß Rehm als sensationell wahrgenommen, weil die Löser sich schwertaten, die scheinbar sinnlose Einleitung mit Opfer und Schachprovokation zu verstehen. Das liegt auch an dem alles andere als naheliegenden Hauptplan mit seinen zwei Springeropfern.
Lösung:
Weiß möchte mit 1. Tf7+ Kxe6 2. Sd5! (Hineinziehungsopfer, droht doppelt 3. Sc7 und 3. Sf4 matt) Kxd5 3. Tf4 mattsetzen. Das funktioniert aber noch nicht, weil der schwarze König noch das Fluchtfeld c6 hat. Der ebenfalls nicht naheliegende Versuch 1. Kb7? (Führung des Königs nach b7) würde dieses Hindernis beseitigen, Schwarz hat aber nun Zeit, das Manöver zu verhindern, etwa durch 1. … d5 oder 1. … Th8. Deshalb beginnt Weiß mit einer spektakulären Beschäftigungslenkung.
1. Ta2–a1! Droht einfach 2. Txh1 und 3. Th6 matt. Die thematische Hauptvariante ist nun:
1. … Th1xa1+ 2. Ka6–b7 Ta1–h1. Der Turm muss zurück, weil Weiß sonst mit 3. Sd5+ Kf5 4. Tg5+ Ke4 5. Lh7 mattsetzt, die entstandene Schwäche ist also, dass der Turm nicht mehr das Feld h7 deckt. Damit ist nun ausschließlich schwarzer Zeitverlust erreicht. Dass Schwarz dabei auch den weißen Turm geschlagen hat, ist für den weißen Plan bedeutungslos. Das einzig relevante Ergebnis der Beschäftigungslenkung besteht darin, dass der weiße König mit Tempo nach b7 geführt werden konnte. Daher lässt sich nun der Hauptplan realisieren:
3. Tg7–f7+ Kf6xe6 4. Se7–d5! Ke6xd5 5. Tf7–f4 matt. Ein Mustermatt nach Beseitigung aller im Mattbild nicht benötigten weißen Steine.
Nebenspiel: 1. … g2 2. Sd5+ Kf5 3. Tg5+ Ke4 4. Te1+! Txe1 5. Lh7 matt; 1. … Th5 2. Te1 (droht 3. Tf7 matt) Te5 3. dxe5+ dxe5 4. Sd5+ Kf5 5. Tg5 matt.
Rehm merkt an, dass die Hauptplankombination mit dem Springeropfer auf d5 aus einem älteren Problem Walter Grimshaws stamme. Gemeint ist hier vermutlich eine häufiger nachgedruckte, 1854 erstveröffentlichte Aufgabe Grimshaws, in der das Springeropfer auf f3 dieselbe Funktion hat wie bei Lepuschütz.
Nach dem Zweiten Weltkrieg hat sich Herbert Grasemann mit diesem Thema befasst und eine Reihe von Kompositionen vorgelegt, die die „Beschäftigungslenkung im Dreizüger“ (so der Titel eines Aufsatzes von Grasemann 1947), also mit sparsamerer Zügezahl, zeigen, da ihm aufgefallen war, dass frühere Aufgaben stets vier- oder mehrzügig waren. Es gelang ihm unter anderem eine auch vom Material her aufs äußerste reduzierte, bauernlose Darstellung in Miniatur, also mit nur sieben Steinen. Sie enthält ebenfalls die Schachprovokation à la Lepuschütz.
|   | a | b | c | d | e | f | g | h |   |
| 8 |   |   |   |   |   |   |   |   | 8 |
| 7 |   |   |   |   |   |   |   |   | 7 |
| 6 |   |   |   |   |   |   |   |   | 6 |
| 5 |   |   |   |   |   |   |   |   | 5 |
| 4 |   |   |   |   |   |   |   |   | 4 |
| 3 |   |   |   |   |   |   |   |   | 3 |
| 2 |   |   |   |   |   |   |   |   | 2 |
| 1 |   |   |   |   |   |   |   |   | 1 |
|   | a | b | c | d | e | f | g | h |   |

Lösung:
1. Ke4? (räumt das Feld e3 für die Dame) droht 2. De3 matt. 1. … Ld2! oder auch 1. … Lc3! deckt dieses Matt und behält außerdem das weitere Mattfeld a5 im Auge. Aber wenn der weiße König einen Umweg wählt, kann er den schwarzen Läufer beschäftigen:
1. Ke3–d4! Droht 2. Dc5 matt und 2. Da6 matt.
1. … Le1–f2+. Nach 1. … Lc3+ 2. Kxc3 ist wieder das Matt auf a5 nicht zu verhindern. Durch das Schach ist der Läufer momentan von der Deckung entlastet.
2. Kd4–e4! Nun droht 3. Da5 matt. Der Läufer ist zur Rückkehr gezwungen.
2. … Lf2–e1 3. Da3–e3 matt. Ebenfalls Mustermatt.
Bemerkenswert ist, dass der Schlüssel das thematische Matt De3 zunächst ausschließt, weil der König auf d4 im Weg steht. Das Zielfeld des zweiten Zuges kann nur e4 sein, weil alle anderen Königszüge ein zweites Schach ermöglichen.
Der Umweg des weißen Königs (e3–d4–e4) ähnelt einem Dreiecksmanöver, hat aber genau den entgegengesetzten Zweck: Im Dreiecksmanöver zielt der Umweg auf den Verlust eines Tempos, sodass Weiß die Zugpflicht an Schwarz abgeben kann. Die Beschäftigungslenkung zielt hingegen auf den relativen Gewinn eines Tempos: Zwar macht Weiß einen Zug mehr, als zum Erreichen des Zielfelds nötig wäre, Schwarz verliert aber sogar zwei Tempi, weil er durch die weißen Züge beschäftigt wird. 
Der Österreicher Stefan Schneider verband in einer oft nachgedruckten Komposition das Thema der Beschäftigungslenkung in Lepuschütz-Form mit der weißen Schnittpunktkombination des Loyd-Turton. Die Aufgabe zeigt auch deutlich, wie sich die Beschäftigungslenkung von einer echten Lenkung unterscheidet.
|   | a | b | c | d | e | f | g | h |   |
| 8 |   |   |   |   |   |   |   |   | 8 |
| 7 |   |   |   |   |   |   |   |   | 7 |
| 6 |   |   |   |   |   |   |   |   | 6 |
| 5 |   |   |   |   |   |   |   |   | 5 |
| 4 |   |   |   |   |   |   |   |   | 4 |
| 3 |   |   |   |   |   |   |   |   | 3 |
| 2 |   |   |   |   |   |   |   |   | 2 |
| 1 |   |   |   |   |   |   |   |   | 1 |
|   | a | b | c | d | e | f | g | h |   |

Die starken schwarzen Kräfte können sich in dieser verrammelten Stellung kaum rühren, insbesondere muss der Turm h2 ständig g2 gedeckt halten, um das Springermatt auf diesem Feld zu verhindern. Es ist aber nicht so einfach, die schwarze Bastion zu knacken. Der Fehlversuch 1. Te7? mit der Idee 2. Dxe2+ Lxe2 3. Txe2+ Kd1! zeigt, dass die weißen Schwerfiguren in der falschen Reihenfolge aufgestellt sind. Der Turm, also der schwächere Stein müsste vorn stehen, damit am Ende die Dame auf e2 mattsetzt. Das könnte man nach der Methode Loyd-Turton erreichen, also die weiße Dame über den Schnittpunkt e7 zurückstoßen, sodass der Turm sich vor sie stellen kann. 1. De8? entlastet aber die schwarze Dame und gibt ihr Zeit, Gegenmaßnahmen zu ergreifen, etwa 1. … Db2! 2. Te7 De5! Wie kann Weiß den Schwarzen beschäftigen, um die Umgruppierung mit Tempo zu erreichen?
Lösung:
1. Kb7–a8! Dieser unwahrscheinliche Zug droht 2. Th7! Der schwarze Turm ist an die Deckung von g2 gebunden und darf nicht schlagen. Schwarz könnte nichts gegen 3. Txh2 und 4. Sg2 tun. Sofort 1. Th7? scheitert daran, dass in diesem Fall 1. … Txh7 mit Schach erfolgen würde und der Turm danach einfach wieder zurückkehren könnte. Deshalb muss der weiße König vorausschauend aus dem Schach gehen. Dafür ist das Schachgebot jetzt, wie bei Lepuschütz, sofort möglich, aber auch notwendig, um die Drohung zu parieren:
1. … Th2–h8+ 2. De2–e8! Drohung: 3. Sg2 matt. Wenn Schwarz dieses überraschende Damenopfer annimmt, kommt der Turm nicht mehr rechtzeitig zurück, um g2 zu decken: 2. … Txe8+ 3. Ka7! (nicht 3. Kb7 wegen 3. … Tb8+ 4. Kxb8 Lh2! und der Springer ist gefesselt) Ta8+ 4. Kxa8 und 5. Sg2 matt ist nur noch mit einem Zug des Springers f2 zu verhindern, aber dann folgt 5. Sd3 matt.
2. … Th8–h2. Die Dame ist mit Tempo nach e8 gekommen und Weiß kann seinen Plan ausführen:
3. Td7–e7, und gegen 4. Te7xe2+ Ld1xe2 5. De8xe2 matt gibt es keine Verteidigung mehr.
Nebenspiel: 1. … f5 2. Th7 Db2, Da1 3. Txh2 Dh8+ 4. Txh8 Sf2 zieht 5. Sd3 matt; 1. … b3 (mit der Idee 2. Th7 Da3 3. Txh2 Df8+) 2. Dg3! (droht 3. Sd3 matt) Th8+ 3. Ka7 Ta8+ 4. Kxa8 und 5. Sg2 oder Sd3 matt.
In der Hauptvariante ist das eine Beschäftigungslenkung. Schwarz hat mit den Turmzügen lediglich Zeit verloren, die Weiß zur Umstellung nutzen konnte. Die Nebenvariante 2. … Txe8+ hingegen zeigt eine echte (zusammengesetzte) Weglenkung: Der Turm ist genötigt worden, sich so weit von g2 zu entfernen, dass er den Rückweg nicht mehr schafft. Während in der Hauptvariante der weiße Damenzug die entscheidende Veränderung ist und die schwarzen Züge im Ergebnis nichts bewirken, sind es in der Nebenvariante die schwarzen Turmzüge, die den Unterschied zur Ausgangsstellung ausmachen.
Erik Zierke und Ralf Krätschmer machen auf die Auswahl im 1. Zug aufmerksam: Weiß muss „vorausschauend jedwede Fesselung entlang h2–b8 vermeiden“. So ist 1. Kb8? wegen 1. … Th8+ 2. De8 Lh2! und 1. Kc8? wegen 1. … Th8+ 2. De8 Txe8+ 3. Kb7 Tb8+ 4. Kxb8 Lh2! oder 3. Kc7 Lh2! sowie 1. Kc6? wegen 1. … f5! 2. Th7 Db2, Da1 3. Txh2 Df6+! nicht ausreichend. Sie halten diesen „Klassiker des Lepuschütz-Themas“ für geeignet, Partieschachspieler für das Problemschach zu gewinnen, „denn ihnen müssen die ersten beiden weißen Züge auf den ersten Blick vollkommen absurd vorkommen“.
Dass das Thema der Beschäftigungslenkung nicht nur im Zusammenhang mit Schachprovokation eindrucksvolle Darstellungen erlaubt, zeigt eine preisgekrönte Aufgabe Grasemanns von 1963. „Eine dreimalige Turm-Opposition als Verfolgungsmotiv erweist sich als raffinierte Beschäftigungslenkung zur Durchsetzung einer Temporäumung“, kommentieren Wolfgang Dittmann, Armin Geister und Dieter Kutzborski in ihrem Grasemann-Buch.
|   | a | b | c | d | e | f | g | h |   |
| 8 |   |   |   |   |   |   |   |   | 8 |
| 7 |   |   |   |   |   |   |   |   | 7 |
| 6 |   |   |   |   |   |   |   |   | 6 |
| 5 |   |   |   |   |   |   |   |   | 5 |
| 4 |   |   |   |   |   |   |   |   | 4 |
| 3 |   |   |   |   |   |   |   |   | 3 |
| 2 |   |   |   |   |   |   |   |   | 2 |
| 1 |   |   |   |   |   |   |   |   | 1 |
|   | a | b | c | d | e | f | g | h |   |

Lösung:
Ohne den weißen Turm f1 ginge ein Matt in zwei Zügen: 1. Dg1 (droht 2. Dg5 matt) Kxf4 3. Df1 matt. Die Bahnung 1. Th1? wird mit 1. … e2! 2. Dg1 e1D+ ausreichend beantwortet, ähnlich ist es bei 1. Td1? (mit der Idee des Räumungsopfers auf d5) e2 2. Td5+ Txd5 3. Dg1 e1D+. Der weiße Turm muss den schwarzen Turm beschäftigen, genaugenommen verfolgen, damit Schwarz nicht zu Verteidigungszügen wie e2 oder auch Lxg7 kommt, und zwar nicht nur einmal, sondern dreimal.
1. Tf1–b1! Es droht 2. Txb5+ axb5 3. De5 matt oder 2. … Kxf4 3. Df1 matt.
1. … Tb5–c5! Der Turm muss die 5. Reihe hüten (Feld e5), auf 1. … Ta5 funktionierte das Räumungsopfer schon: 2. Tb5+! und 3. Dg1. 1. … e2 reicht nun nicht mehr, weil Weiß den Turm schlagen kann: 2. Txb5+ Kxf4 (2. … axb5 3. De5 matt) 3. De1 (droht 4. Df2 matt) e3 4. Te5 und undeckbares Matt durch 5. Dg3; falls 3. … Ke3, so 4. Tb3+ Kf4 5. Df2 matt. Auf 1. … Lxg7 folgt 2. Dxg7 (droht 3. Dg5 matt) Kxf4 3. Tf1 matt.
2. Tb1–c1! Tc5–d5 Auf 2. … e2 3. Txc5+ geht es weiter wie oben, die Matts erfolgen dann eben im 6. Zug.
3. Tc1–d1! Td5–b5 (oder 3. … Tc5, Ta5). Der Turm kann nicht weiter nach rechts (3. … Te5 4. Dxe5 matt). Falls 3. … e2, so 4. Txd5+ Kxf4 5. De5+ Ke3, Kf3 6. Dg3 matt. Hier reicht es innerhalb der Zügezahl, weil der Turm auf d5 schon die Flucht über die d-Linie verhindert.
Vergleicht man diese Stellung mit der Ausgangsstellung, so ist nur eine einzige Veränderung erreicht: Der weiße Turm ist von f1 nach d1 gekommen, ohne dass Schwarz dazwischenfunken konnte. Die schwarzen Turmzüge spielten für dieses Ergebnis überhaupt keine Rolle. Dennoch mussten sie erzwungen werden, weil Schwarz sonst Zeit zur Verhinderung der weißen Führung gehabt hätte.
Nun funktioniert der Hauptplan mit dem Räumungsopfer:
4. Td1–d5+ Tb5xd5 5. Da1–g1! Kf5xf4 6. Dg1–f1 mit Mustermatt.
In der Lösungsbesprechung schrieb der damalige Problemredakteur der Deutschen Schachzeitung, Werner Speckmann, von einer „oft gelobten Aufgabe“, äußerte aber Bedenken wegen der „gedanklichen Ökonomie“ und empfahl eine Kürzung auf fünf Züge (mit sTb5 nach c5). Die nochmalige Befragung des schwarzen Turms sei ein „bloß äußerlicher Effekt, der nichts Neues bringt“. Der Preisrichter Josef Breuer war anderer Meinung: „Der Zwang, der über dem sT liegt, läßt sich nur durch die gegensätzliche Bewegung der beiden Akteure vollkommen ausdrücken: ‚Du mußt es dreimal sagen!‘ Hier begleitet außerdem jeden Turmzug die Angst: Geht es nach e2 weiter?“ Der von Breuer verliehene Preis war mit ganzen 30 DM dotiert.